# Nimrod-Gletscher
Der Nimrod-Gletscher ist ein großer, 136 km langer Gletscher in der antarktischen Ross Dependency. Er fließt vom zentralen Polarplateau in nördlicher Richtung zwischen der Geologists Range und der Miller Range, dann nordöstlich zwischen den Churchill Mountains und der Königin-Alexandra-Kette, um schließlich über das Shackleton Inlet zwischen Kap Wilson und Kap Lyttelton an der Shackleton-Küste das Ross-Schelfeis zu erreichen. 
Kartografisch erfasst wurde er durch Luftaufnahmen der United States Navy in den Jahren von 1946 bis 1947. Das Advisory Committee on Antarctic Names benannte ihn 1956 in Verbindung mit dem Shackleton Inlet nach dem Forschungsschiff Nimrod, mit dem der britische Polarforscher Ernest Shackleton die Nimrod-Expedition (1907–1909) unternommen hatte.